# کویاتوشکی ویلکیه
کویاتوشکی ویلکیه (به لهستانی:  Kwiatuszki Wielkie) یک روستا در لهستان است که در گمینا روزوگی واقع شده‌است.